# Madagascar en los Juegos Olímpicos de Los Ángeles 1984
Madagascar estuvo representado en los Juegos Olímpicos de Los Ángeles 1984 por cinco deportistas masculinos que compitieron en dos deportes.
El portador de la bandera en la ceremonia de apertura fue el boxeador Jean-Luc Bezoky. El equipo olímpico malgache no obtuvo ninguna medalla en estos Juegos.